# 수요일 어떠신가요?

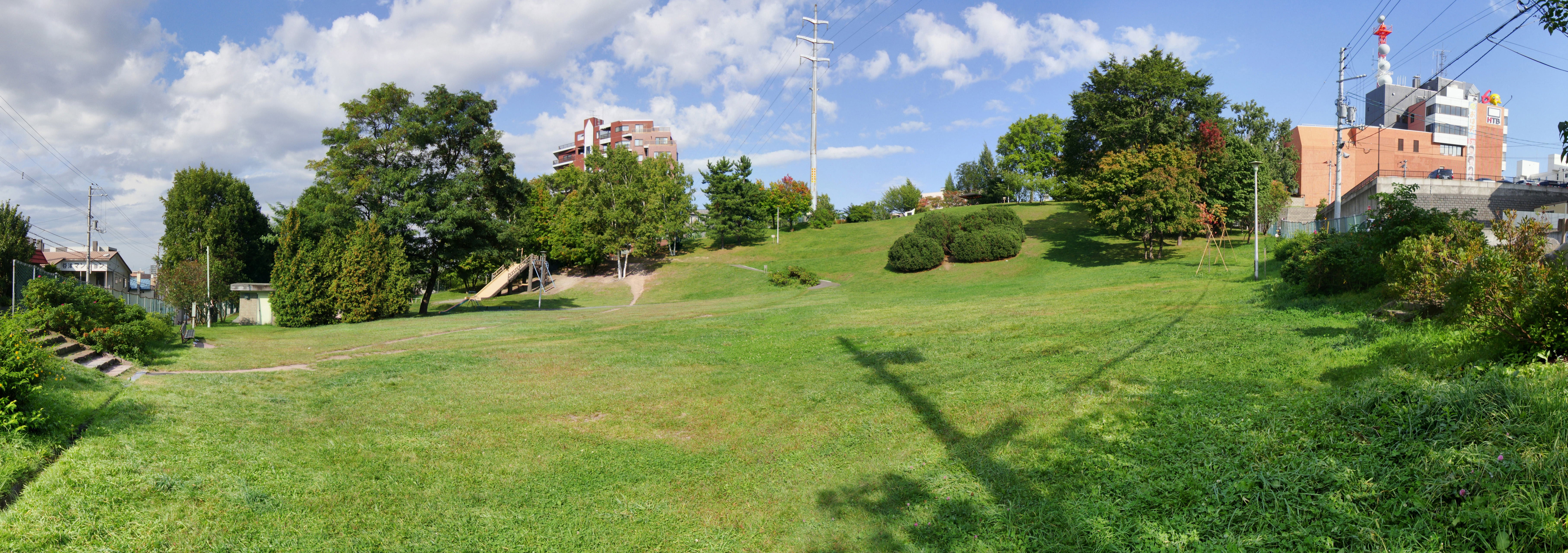

수요일 어떠신가요?(일본어: 水曜どうでしょう 스이요 도데쇼[*]), How do you like wednesday?) 홋카이도 테레비 방송 (HTB) 타지방에서 방영되고 있는 버라이어티 심야 방송이다. 상징 캐릭터는 후쿠스케 인형.
홋카이도 고유의 지역 방송 프로그램으로 여행을 주제로 매번 다양한 기획의 방송을 하고 있다. 입소문이나 인터넷 등지를 통해 팬들이 늘면서 현재는 일본 각지에서 방영이 되고 있다. 정규 방송은 2002년 9월에 종료했지만 재방송인 《어떠신가요 리턴즈》,《수요일 어떠신가요 클래식》및 몇 년에 한번씩 자체 신작도 제작되고 있으며 프로그램을 다시 구성해 재편집한 DVD 《수요일 어떠신가요 DVD전집》도 팔리고 있다.